# 製品寿命
製品寿命（、英語: product lifetime、product lifespan）は、製品が販売されてから廃棄されるまでの期間のこと。
製品寿命は、製品の有効期間のみを考慮する耐用年数の定義とはわずかに異なる。また、古くなるほど製品の維持に費用がかかることを示す、製品の経済的寿命（economic life）とも異なり、製品が機能する物理的能力を有する最大期間を指す製品の技術的寿命（technical life）とも異なり、そして、製品の寿命を延ばすために外部の介入に関係なく製品が持続する必要がある時間である機能寿命（functional life）とも異なる。
製品寿命は、製品の設計、循環経済、持続可能な開発に関する重要な調査分野である。これは、製品の設計、製造、流通、使用、廃棄（ライフサイクル全体）に関与する材料が、炭素に由来するエネルギーを消費するためである。したがって、製品寿命を延ばすことができれば、炭素由来のエネルギーを減らすことができ、温室効果ガス排出量の削減を進めることができる（Bocken et al.）。これを「リソースループの遅延」と呼ぶ。さらに、短命の商品と使い捨て社会は過剰な廃棄物を発生させる。
近年、製品寿命に関する学術的および政策的議論が増加している。たとえば、製品寿命に関する議論は、循環経済に関する欧州委員会の行動計画の不可欠な部分である。学界では、PLATE（製品寿命と環境）コンソーシアムが、定期的な会議とセミナーを開催している。ビジネスの世界では、カナダのKijijiプラットフォームのSecondhand Economic Indexは、消費者が中古の市場、交換、寄付、レンタル/リース/貸し出し/プーリングを通じて製品寿命を延ばす方法を調べている。
この記事では、製品寿命が学術文献でどのように定義されているかを調べ、製品寿命を測定する方法について説明する。実際の製品寿命と予想される製品寿命の定義と測定は区別される。

## 製品寿命の定義
製品寿命の定義は、研究を行っている人々がどの側面に関心を持っているかによって異なる。一般に、実際の製品寿命とは、製品が特定の状態で存在する実際の時間を指す。対照的に、期待される製品寿命は、製品寿命に対するユーザーの期待を指す。さらに、実際の製品寿命と期待される製品寿命は、耐久性と寿命の影響を受ける。これらの概念の概要を以下に示します。
耐久性は、クーパーによって、「メンテナンスや修理に過度の費用をかけることなく、通常の使用条件下で長期間にわたって必要な機能を実行する製品の能力」と説明されている（p.5）。対照的に、寿命に関係する要素は製品の材料特性だけではない。 Cooper は、ユーザーの行動、およびより広範な社会的および文化的傾向が、製品寿命に重要な役割を果たしていると述べている。以下の段落では、実際の製品寿命と期待される製品寿命の定義の概要を示す。

### 実際の製品寿命
徹底的な作業は村上グループと小口グループによって行われている。いくつかの定義の概要を説明し、実際の製品寿命を特定する方法について説明する。村上グループは、以下で説明する製品寿命の定義で、製品年齢、製品存在期間、耐用年数、製品保有期間、および製品使用期間の包括的な概念を定義する。
製品年齢
製品年齢は、製品が作成されてから現在または研究者に観測される（：600）までの時間のこと。
製品存在期間
製品存在期間とは、製品、その構成材料、部品が社会に存在する期間と考えられる。製品存在期間には、製品が破損および/または廃棄される可能性のある時間が含まれる。
耐用年数
村上グループによると製品の耐用年数とは、製品が機能し続けて使用できる期間を指す。
製品保有期間
製品保有期間は、ユーザーが製品を所有している期間のこと。
製品使用期間
製品使用期間は、ユーザーが製品を使用する期間を示す。村上グループは製品使用期間は特定のユーザーについて測定されるのに対し、耐用年数はすべてのユーザーの製品のサービス中の合計使用量を表すことに注意して、製品使用期間と耐用年数を区別している（所有権の譲渡（再利用など）を考慮）。さらに、製品保有期間には「デッドストレージ」（：601）時間が含まれ、製品がユーザーによって所有されているが使用されていない（つまり、保管されている）ため、製品保有期間は製品使用期間とは区別される。